# Tubulipora rugatata
Tubulipora rugatata är en mossdjursart som beskrevs av Liu 200. Tubulipora rugatata ingår i släktet Tubulipora och familjen Tubuliporidae. Inga underarter finns listade i Catalogue of Life.